# Linares, Chile
Linares este un oraș cu 83.249 locuitori (2002) situat în regiunea Maule, Chile.